# 金亚秋
金亚秋（1946年9月—），生于上海，原籍江西婺源，中国电磁波物理与遥感科学专家，复旦大学教授。1970年毕业于北京大学，1985年获美国麻省理工学院（MIT）博士学位。2011年当选为中国科学院院士。